# Куттикожа
Куттикожа́ (каз. Құттықожа) — село у складі Жанакорганського району Кизилординської області Казахстану. Входить до складу Шалкинського сільського округу.
У радянські часи село називалось Участок Леніна або Асарсик, до 1997 року — Леніно.
Населення — 890 осіб (2021; 630 у 2009, 1126 у 1999, 715 у 1989).